# Oreoglanis macronemus
Oreoglanis macronemus är en fiskart som beskrevs av Ng 2004. Oreoglanis macronemus ingår i släktet Oreoglanis och familjen Sisoridae. IUCN kategoriserar arten globalt som otillräckligt studerad. Inga underarter finns listade i Catalogue of Life.